# Jules Crevaux

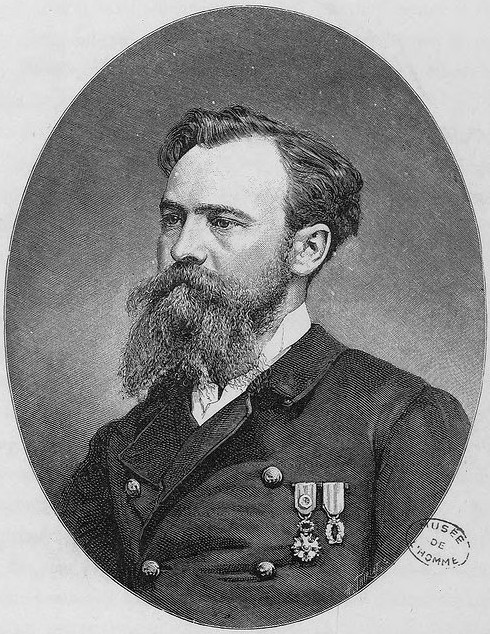
Jules Crevaux

Jules Nicolas Crevaux, né le 1er avril 1847 à Lorquin dans l'ancien département de la Meurthe aujourd'hui Moselle, tué le 27 avril 1882 sur les bords du río Pilcomayo en Argentine, est un médecin militaire français, explorateur de la Guyane.

## Biographie
Né de parents aubergistes, il suit des études classiques au lycée impérial de Nancy et commence des études de médecine militaire à Strasbourg. Il parle l'allemand. Il entre en octobre 1867 à l'École de médecine navale de Brest. En octobre 1868, il est nommé aide-médecin à l'hôpital de Brest et, un an plus tard, embarque sur le Cérès qui le mènera au Sénégal, aux Antilles et en Guyane avant de le ramener à l'hôpital de Brest. Dès le début de la guerre franco-prussienne de 1870 il se porte volontaire et rejoint le 4e bataillon de fusiliers marins à l'armée de la Loire. Participant à la défense du port de Fréteval, il est fait prisonnier avec ses blessés le 17 décembre 1870. Il  s'évade cependant rapidement, fait du renseignement au service de Léon Gambetta, puis rejoint l'armée de l'Est où il est blessé, à Chaffois le 24 janvier 1871. De retour à Paris, il achève ses études de médecine et soutient en 1872 sa thèse de doctorat : De l'hématurie chyleuse ou graisseuse des pays chauds, parasitose dont il avait observé les symptômes lors de son passage en Guyane.
Médecin-major sur le Lamotte-Piquet, en 1873, à la division navale de l'Atlantique-sud, il est nommé, l'année suivante, en Guyane et entreprend l'exploration de ce pays dont l'intérieur est encore très mal connu. Revenu en France en 1876, il devient assistant de Ranvier au laboratoire d'histopathologie au Collège de France. Épris d'aventure il se fait nommer à nouveau en Guyane et embarque le 7 décembre 1876. L'objectif est de cartographier et de récolter des échantillons anthropologiques, ethnologiques, zoologiques, botaniques et géologiques. Après avoir soigné les malades de la fièvre jaune aux îles du Salut, il part avec le Préfet apostolique Ambroise Emonet (1828-1898) et le père Kroenner le 8 juillet 1877 explorer l'arrière pays de la Guyane. Il remonte le Maroni, étudie les Indiens Galibis puis, seul, pénètre chez les Bonis, anciens esclaves noirs évadés réfugiés dans la forêt, en Guyane hollandaise. Il s'y lie d'amitié avec Apatou qui le suivra désormais, y compris à Paris, où il sera acclamé à la Sorbonne. Poursuivant son exploration, il remonte l'Itany, affluent du Maroni, et arrive chez les Roucouyennes où, malade, il doit se reposer. Le 17 septembre, il repart par le sentier des Emérillons, passe ce qu'il pense être le sommet des légendaires monts Tumuc-Humac, redescend par l'Apaouani et atteint le 2 octobre le rio Jari, affluent de l'Amazone. Deux mois plus tard il arrive à Belém après avoir parcouru plus de 1 000 km de fleuves et de forêts totalement inconnus. Il est dans un tel état de dénuement qu'on le prend pour un forçat évadé ; heureusement un Français lui offre le bateau pour la France et le 17 avril 1878 il rend compte de son voyage à la Société de géographie et est fait chevalier de la Légion d'honneur. Il a tout juste 31 ans.
Son appétit de découvertes n'est pas assouvi et, dès le 2 juillet, il s'embarque à Saint-Nazaire pour la Guyane et le 24 août 1878 entreprend une nouvelle exploration. Il remonte l'Oyapock presque jusqu'à sa source (qui sera découverte par Henri Coudreau en 1889), franchit à nouveau la Serra de Tumucumaque (où il y a maintenant le pic Crevaux), descend le Rouapir, traverse le territoire des Calayouas et atteint le 10 octobre le rio Jari. Ne voulant poursuivre sur cet affluent de l'Amazone qu'il connaît déjà, il pousse à l'ouest, trouve le Parou, affluent parallèle, le descend et arrive à Belém où on lui fait meilleur accueil et où il peut se reposer. Quelque temps plus tard il remonte, en bateau à vapeur, l'Amazone jusqu'à Para, et, en pirogue, le rio Içá jusqu'à Concepción en Colombie puis redescend par le Yapura et atteint l'Amazone le 9 juillet 1879. Ayant parcouru plus de 6 000 km de cours d'eau et recueilli une masse d'informations botaniques, ethnographiques et anthropologiques, il présente, début 1880, cet impressionnant bilan scientifique à la Société de géographie de Paris qui lui remet sa grande médaille d'or. C'est la gloire.
Mais l'Amazonie, l'appelle à nouveau et le 6 août 1880 il repart avec le pharmacien de la Marine Eugène Lejanne à Santa Fe de Bogota, remonte le río Magdalena, en Colombie, franchit la cordillère des Andes et redescend en radeau vers l'Orénoque, par le río Guaviare qu'il baptise rio de Lesseps. Arrivé dans le delta de l'Orénoque, après avoir exploré 3 400 km de fleuve en 161 jours et récolté une ample moisson d'objets de botanique, de zoologie et d'anthropologie, le docteur Crevaux est épuisé et doit se reposer quelque temps parmi les Indiens Gouaraounos. Il rentre en France le 25 mars 1881 et est fait officier de la Légion d'honneur.
Prenant quelques mois de repos, il monte une nouvelle expédition (peut-être à cause d'une déception amoureuse) avec l'astronome Billet, le médecin Bayol et le peintre Jules Guillaume Auguste Ringel (né en 1855). Le but est d'explorer le río Pilcomayo qui traverse le Gran Chaco et qui, exploité, servirait de trait d'union entre la Bolivie et l'Argentine. Fin 1881, il embarque pour Buenos Aires. En mars 1882 il arrive à Tarija, en Bolivie, où il doit s'arrêter à cause de l'état de guerre qui règne dans la région. L'équipe alors se sépare, Billet part reconnaître le Tocantins et Crevaux, accompagné de 18 hommes, part rejoindre le río Pilcomayo. Le 19 avril, il commence la descente de la rivière. Le 27 avril, il est en plein territoire des Indiens Tobas qui, excités par un récent combat contre une autre tribu, le surprennent ainsi que ses compagnons et les font prisonniers. Deux membres de l'escorte parviendront à s'échapper et raconteront que Jules Crevaux avait été tué et mangé, ainsi que deux autres compagnons, par les Tobas. Il venait d'avoir 35 ans et laissait derrière lui les récits de ses voyages ainsi qu'un ouvrage intitulé Grammaire et vocabulaire Roucouyennes qui sera publié après sa mort.
Cette version est cependant contestée : « Le mystère demeure sur les circonstances de sa mort, et l'identité des meurtriers, et le témoignage des survivants peut être mis en doute » note Francis Grandhomme, qui a consacré son doctorat d'histoire à Jules Crevaux. L'anthropologue Isabelle Combès ajoute : « À cette époque, c'était un peu le Far West dans cette région du monde. Les colonisateurs, qui n'avaient pas accès à la main d'œuvre indienne et les missionnaires franciscains se détestaient », rappelant par ailleurs que les Tobas n'ont jamais été cannibales et que le témoignage de l'explorateur Émile-Arthur Thouar, parti à la recherche de Jules Crevaux, est sujet à caution, l'homme ayant modifié ses déclarations au fil du temps, avant de finalement accuser les Tobas dans ses derniers écrits.
Sa mort provoque cependant un vif émoi en Amérique latine et en France, tant ses exploits d'explorateur étaient salués. Il a démonté le mythe de l'Eldorado, en notant qu'aucune construction en or ne se trouve sur les monts Tumuc-Humac mais des roches avec du mica qui brille au soleil. Il a par ailleurs tenté d'expliquer le mythe des Amazones en estimant, à partir de témoignages contestés depuis, qu'il s'agissait en réalité d'un groupe de femmes répudiées par leur tribu.

## Postérité

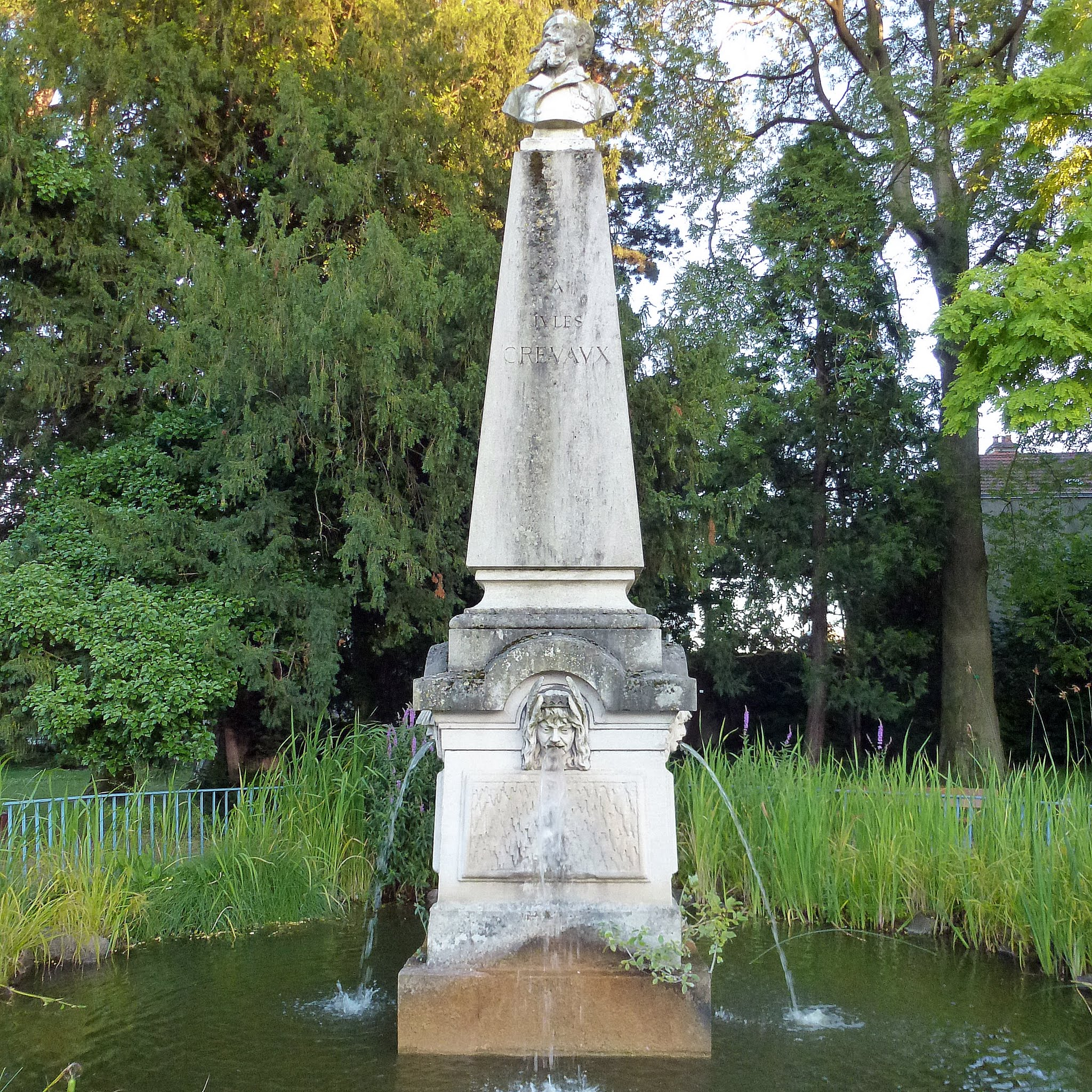
Son buste à Nancy.

Son nom sera donné, par arrêté du 28 août 1882, à une rue nouvellement ouverte dans Paris par la Société foncière lyonnaise qui, d'après le décret de Jules Grévy du 16 janvier 1882, « a supporté les dépenses des travaux de viabilité, d'éclairage et de conduites d'eau ». La nomenclature officielle des voies de Paris précise que cette rue s'appelait précédemment « rue Dennery ». En fait, ainsi que le prouve le plan de Paris de 1882, il s'agissait d'une voie privée traversant le terrain que monsieur Dennery a cédé à la Société foncière lyonnaise à l'exception de ce qui est aujourd'hui le musée d'Ennery. La rue Crevaux se trouve dans le 16e arrondissement, perpendiculaire à l'avenue Foch.
Nancy, située non loin du village natal de Jules Crevaux, a également célébré sa mémoire (il était à l'époque impossible de le faire à Lorquin, qui se trouvait en territoire allemand, depuis la guerre de 1870 et le traité de Francfort). Ainsi, après une hésitation entre plusieurs rues de Nancy, l'une d'elles, celle qui est actuellement connue sous le nom de rue Lacordaire, fut choisie pour être baptisée rue Crevaux le 24 mars 1889, à la suggestion de la Société de géographie. De nos jours, la rue appelée rue Crevaux est celle qui longe la nef de l'église Saint-Fiacre, soit l'ancienne rue Lacordaire (leurs dénominations furent en effet permutées par un arrêté municipal du 13 avril 1943, car l'ancienne rue Crevaux jouxtait un couvent de Dominicains, et il paraissait plus logique qu'elle porte le nom de son fondateur Henri Lacordaire). Un monument est aussi dédié à Jules Crevaux dans le jardin Alexandre-Godron.
On trouve également une rue Crevaux à Rambervillers.
A Brest, dans l'enceinte de l'hôpital interarmes, autrefois hôpital maritime, se trouve un buste en bronze de Jules Crevaux.
À Cayenne, le bâtiment principal de la direction interarmées du service de santé en Guyane porte son nom.

## Ouvrages
- De l'hématurie chyleuse ou graisseuse des pays chauds, Collection des thèses soutenues à la Faculté de Médecine de Paris, An 1872, tome 4, 64 p.
- Fleuves de l'Amérique du sud :1877-1879. Missions du ministère de l'instruction publique, Paris, Société de géographie, 1883, lire en ligne .
- En radeau sur l'Orénoque : des Andes aux bouches du grand fleuve 1881-1882, réédition Phébus, Paris, 1989, 188 p.  (ISBN 2859401245)
- Grammaires et vocabulaires roucouyenne, arrouague, piapoco et d'autres langues de la région des Guyanes (par MM. J. Crevaux, P. Sagot, L. Adam), Bibliothèque linguistique américaine, tome 8, Paris, 1882, 288 p.
- Voyages dans l’Amérique du Sud : contenant ; I. Voyage dans l’intérieur des Guyanes (1876-1877) exploration du Maroni et du Yary. II. De Cayenne aux Andes (1878-1879) exploration de l'Oyapock, du Parou, de l'Ica et du Yapura. III. À travers la Nouvelle-Grenade et le Venezuela (1880-1881) exploration en compagnie de M. E. Le Janne, du Magdalena, du Guaviare, et de l'Orinoque. IV. Excursion chez les Guaraounos, (avec 253 gravures sur bois, d'après de photographies ou des croquis pris par les voyageurs, 4 cartes et 6 fac-similés du dr. Crevaux), Hachette, Paris, 1883, 635 p. (lire en ligne la partie I)
- Le mendiant de l'Eldorado. De Cayenne aux Andes, 1876-1879, réédition Phébus, Paris, 1989, 413 p.  (ISBN 2859400923)